# Botryosphaeria dothidea
Botryosphaeria dothidea là một loài Ascomycetes trong họ Botryosphaeriaceae. Loài này được Moug. Ces. & De Not miêu tả khoa học đầu tiên năm 1863.
Đây là loài gây hại của các cây trong chi Eucalyptus, phát triển phổ biến ở Nam Phi.